# San José Puyacatengo
San José Puyacatengo är en ort i Mexiko.   Den ligger i kommunen Amatán och delstaten Chiapas, i den sydöstra delen av landet, 700 km öster om huvudstaden Mexico City. San José Puyacatengo ligger 577 meter över havet och antalet invånare är 183.
Terrängen runt San José Puyacatengo är kuperad åt nordväst, men åt sydost är den bergig. Runt San José Puyacatengo är det ganska tätbefolkat, med 75 invånare per kvadratkilometer. Närmaste större samhälle är Teapa, 14,1 km norr om San José Puyacatengo. Omgivningarna runt San José Puyacatengo är en mosaik av jordbruksmark och naturlig växtlighet.